# Campaea parallela
Campaea parallela är en fjärilsart som beskrevs av Eugen Wehrli 1936. Campaea parallela ingår i släktet Campaea och familjen mätare. Inga underarter finns listade i Catalogue of Life.